# Dipartimento di Koung-Khi
Il dipartimento di Koung-Khi è un dipartimento del Camerun nella Regione dell'Ovest.

## Comuni
Il dipartimento è suddiviso in 3 comuni:
- Bayangam
- Djebem
- Poumougne